# Tiszajenő
Tiszajenő község Jász-Nagykun-Szolnok vármegye Szolnoki járásában.

## Fekvése
Szolnoktól mintegy 23 kilométerre dél-délnyugatra fekszik, a Tisza jobb partján. A szomszédos települések: észak felől Tiszavárkony, kelet felől Vezseny, délnyugat felől Tiszakécske Tiszabög nevű településrésze, nyugat felől pedig Jászkarajenő. Közigazgatási területe dél-délkelet felől érintkezik Tiszaföldvár, Cibakháza és Nagyrév területével is, de ez utóbbi három település a folyó túlsó partján terül el.

### Megközelítése
A település központján észak-déli irányban végighalad a 4625-ös út, ezen érhető el Szolnok és Tiszakécske irányából is. Cegléddel a 4609-es út köti össze, Vezsenyre pedig a 46 149-es út vezet a községből.
Vonattal a MÁV 145-ös számú Kecskemét–Szolnok-vasútvonalán érhető el. A település határában a vasútnak két megállási pontja van: Tiszajenő-Vezseny megállóhely és Tiszajenő alsó megállóhely; előbbi a község északi részén található és közúti elérését a 46 337-es út teszi lehetővé, utóbbi a belterület délnyugati széle közelében helyezkedik el, közvetlenül a 4625-ös út mellett.

## Története
Tiszajenő 1954-ben alakult önálló községgé Vezseny és Jászkarajenő határából. Mivel az így létrejövő települést egyúttal Szolnok megyéhez csatolták, Pest megye ezzel az aktussal végleg elveszítette az 1950-es megyerendezés során már amúgy is csak néhány kilométernyire zsugorított Tisza-partját.

## Közélete

### Polgármesterei
- 1990–1994: Horthy Csaba (MDF)[4]
- 1994–1998: Horthy Csaba (FKgP-KDNP-MDF)[5]
- 1998–2002: Id. Horthy Csaba (MDF)[6]
- 2002–2006: Id. Horthy Csaba (Fidesz-MDF)[7]
- 2006–2010: Puskás Béla Csaba (független)[8]
- 2010–2014: Puskás Béla Csaba (független)[9]
- 2014–2019: Puskás Béla Csaba (független)[10]
- 2019–2024: Virág József (független)[11]
- 2024– : Puskás Béla (független)[1]

## Népesség
A település népességének változása:
| Lakosok száma | 1617 | 1603 | 1562 | 1576 | 1487 | 1478 | 1445 |
|               | 2013 | 2014 | 2017 | 2021 | 2022 | 2023 | 2024 |

2001-ben a település lakosságának közel 100%-a magyar nemzetiségűnek vallotta magát.
A 2011-es népszámlálás során a lakosok 86,3%-a magyarnak, 0,3% németnek, 0,3% románnak mondta magát (13,5% nem nyilatkozott; a kettős identitások miatt a végösszeg nagyobb lehet 100%-nál). A vallási megoszlás a következő volt: római katolikus 39,7%, református 10,5%, evangélikus 0,6%, görögkatolikus 0,2%, felekezeten kívüli 21,8% (25,9% nem nyilatkozott).
2022-ben a lakosság 91,1%-a vallotta magát magyarnak, 0,7% németnek, 0,5% cigánynak, 0,3% románnak, 0,1-0,1% ukránnak, szlováknak és horvátnak, 2,3% egyéb, nem hazai nemzetiségűnek (8,8% nem nyilatkozott; a kettős identitások miatt a végösszeg nagyobb lehet 100%-nál). Vallásuk szerint 29,4% volt római katolikus, 8,1% református, 0,1% görög katolikus, 0,1% evangélikus, 0,9% egyéb keresztény, 1,1% egyéb katolikus, 21,1% felekezeten kívüli (38,9% nem válaszolt).

## Nevezetességei
Innen ered a Mira Gyógyvíz és itt is palackozzák.

## Külső hivatkozások
- Tiszajenő hivatalos honlapja
- Tiszajenő az utazom.com honlapján